# Profil (tidning)
Profil är en österrikisk, tyskspråkig nyhetstidning med veckoutgivning som grundades 1970 av Oscar Bronner, som även skapat affärstidnigen Trend och dagstidningen Der Standard. Tidningen skapades med tyska Der Spiegel som förebild. Dess centralredaktion finns i Wien.
Tidningen innehåller nyheter och reportage i avdelningar för inrikes- och utrikesnyheter, ekonomi, samhälle, vetenskap och kultur samt innehåller även ordförklaringar, karikatyrer och insändare. Politiskt ligger tidningen till vänster i det liberala spektrumet. Profil var från början en månadstidning, vars första nummer kom ut 7 september 1970. Från oktober 1972 kom den ut varannan vecka och från januari 1974 övergick man till utgivning varje vecka. 1993 låg upplagan på 100 000,, 2008 på knappt 60 000 och 2013 dryga 71 000
2001 uppgick tidningen i företaget Verlagsgruppe News Gesellschaft (NEWS).